# 위금숙
위금숙(魏金淑, 1964년 ~ )은 대한민국의 컴퓨터 소프트웨어공학 박사로서, 전자정부와 도로명주소, 재난위기관리 등의 분야에 발전을 위해 정부 정책연구, 자문, 평가 및 대학 강의 등을 해 온 실사구시형 학자이다.

## 생애
2005년부터 재난관리, 위기관리 관련 정부의 정책연구, 컨설팅 등을 제공하는 (주)크라이시스매니지먼트(위기관리연구소)를 설립했으며, 위기관리연구소장으로서 우리나라의 통합적 재난대응체계, 위기관리 매뉴얼, 표준현장지휘체계, 긴급통신체계 등 재난대비를 위한 연구하고 재난안전체계의 발전을 위해 여러 정부위원회의 위원으로 활동하고 있다. 우리나라 도로명 새주소 부여체계와 국가기초구역체계(우편번호체계), 건물내 상세주소체계 등에 대한 연구를 수행하였다. 컴퓨터 소프트웨어 공학 박사학위 취득후 중소기업진흥공단 연수원 교수와 동국대학교 정보산업학과 겸임교수, 동국대학교 융합SW교육원 교수를 역임한 바 있다. 전자정부 추진을 위해 개방형 전문전임 공무원(1기)으로서 정부(행정자치부와 기획예산처)에 들어가 현재 정부24와 나라장터의 전신인 G4C, G2B  정보시스템을 기획하고 구축한 경력이 있다.

## 경력
- 위기관리연구소 소장
- 전 동국대학교 융합소프트웨어교육원 교수
- 전 미국 조지워싱턴대학 위기재난센터(ICDR) 연구학자
- 전 한국승강기안전공단 비상임이사
- 행정안전부 정책자문위원회 안전정책분과 위원
- 행정안전부 재난대비훈련 중앙평가단 위원
- 행정안전부 위기관리 매뉴얼 협의회 위원
- 행정자치부 지방자치단체 합동평가위원
- 행정자치부 재난 및 안전관리사업 평가자문위원회 위원
- 법제처 국민법제관
- 서울특별시 안전관리위원회 위원
- 산림청 정책자문위원
- 소방청 정보공개심의위원회 위원
- 한국기상산업기술원(기상청 산하) 비상임이사
- 한국방재협회 부회장
- 국립재난안전교육원, 지방행전연수원, 보건복지인력개발원, 과학기술인력개발원, 국토교통인력개발원, 단재교육청 등 강사
- 영등포구청 정보화 자문위원회 위원
- 전 충청남도 정책자문위원
- 전 국가위기관리학회 부회장
- 전 한국방재안전학회 감사 / 재난대비위원회 위원장
- 전 해양경찰 중앙연안사고예방협의회 위원
- 전 충청남도 안전관리 민관협력위원회 위원
- 전 제주특별자치도 건설기술심의위원회 위원
- 전 행정자치부 중앙도로명주소 위원
- 전 지자체 도로명주소 위원(종로구, 강남구, 송파구, 강북구 등)
- 전 동국대학교 컴퓨터공학과 겸임교수
- 전 기획예산처 개방직 전문전임 공무원
- 전 행정자치부 개방직 전문전임 공무원 (정부 개방형 공무원 1기) - 정부전산정보관리소
- 전 중소기업진흥공단 연수원 정보산업과(2년제) 교수
- 전 식품의약품안전처 정책자문위원
- 전 과기정통부, 국토부 SOC와 ICT 협의회 위원
- 전 국민안전처 지진방재 종합개선 기획단 민간위원
- 전 국민안전처 자체평가위원
- 전 행정안전부, 안전행정부 재난안전분과 자체평가위원장
- 전 한국도로공사 안전경영위원
- 전 국방부 안전정책자문위원회 위원
- 전 중앙구조・구급정책협의회 위원
- 전 소방방재청 갈등조정위원회 위원
- 전 서울특별시, 인천광역시 정보화전략위원회 위원
- 전 과학기술부 원자력안전전문위원회 방사능방재 및 환경분과
- 전 국립방재연구소 방재연구지 편집위원
- 전 한국재난표준학회 이사 / 학술편집위원장
- 전 대통령 직속 녹색성장위원회 위원
- 전 국가과학기술위원회 재난재해기술분과 위원
- 전 재난안전한국훈련, 을지연습 등 중앙평가위원
- 전 (재)희망제작소 재난관리연구소 재난정보분석실장
- 전 교육과학부 21세기 여성리더스포럼
- 전 과학기술부 원자력안전전문위원회 방사능방재 및 환경분과 위원
- 전 OECD PUMA e-Gov Working Group 한국대표
- 전 대통령직속 전자정부특별위원회 기반구조점검반 위원

## 상훈
- 대통령 표창(2002.1.13)[5] : 전자정부 추진 공로
- 대통령 표창(2013.2.19) : 대통령직속 녹색성장위원회 위원으로서 국가 사회 발전에 이바지한 공로
- 국무총리 표창(2015.12.30) : 지방자치단체 합동평가관련 중앙위원 및 지표개발위원으로서 국가 사회 발전에 이바지한 공로